# Liste des planètes mineures (648001-649000)
Voici la liste des planètes mineures numérotées de 648001 à 649000. Les planètes mineures sont numérotées lorsque leur orbite est confirmée, ce qui peut parfois se produire longtemps après leur découverte. Elles sont classées ici par leur numéro.

## Planètes mineures 648001 à 649000
- (648001) 2009 CF4
- (648002) 2009 CB7
- (648003) 2009 CY8
- (648004) 2009 CV12
- (648005) 2009 CB13
- (648006) 2009 CE15
- (648007) 2009 CC18
- (648008) 2009 CN24
- (648009) 2009 CO25
- (648010) 2009 CP31
- (648011) 2009 CF32
- (648012) 2009 CC49
- (648013) 2009 CF49
- (648014) 2009 CX65
- (648015) 2009 CY66
- (648016) 2009 CE70
- (648017) 2009 CH72
- (648018) 2009 CY74
- (648019) 2009 CS75
- (648020) 2009 CT75
- (648021) 2009 CS77
- (648022) 2009 DY1
- (648023) 2009 DH8
- (648024) 2009 DO17
- (648025) 2009 DX17
- (648026) 2009 DJ18
- (648027) 2009 DP18
- (648028) 2009 DW27
- (648029) 2009 DG30
- (648030) 2009 DM38
- (648031) 2009 DL48
- (648032) 2009 DK54
- (648033) 2009 DH55
- (648034) 2009 DS60
- (648035) 2009 DH65
- (648036) 2009 DS69
- (648037) 2009 DW75
- (648038) 2009 DZ78
- (648039) 2009 DD87
- (648040) 2009 DH93
- (648041) 2009 DE101
- (648042) 2009 DT101
- (648043) 2009 DF107
- (648044) 2009 DH107
- (648045) 2009 DK116
- (648046) 2009 DA121
- (648047) 2009 DM135
- (648048) 2009 DX139
- (648049) 2009 DS142
- (648050) 2009 DG146
- (648051) 2009 DS153
- (648052) 2009 DT153
- (648053) 2009 DU153
- (648054) 2009 DC154
- (648055) 2009 DE154
- (648056) 2009 DB156
- (648057) 2009 DN156
- (648058) 2009 DR162
- (648059) 2009 EB2
- (648060) 2009 ER2
- (648061) 2009 EM5
- (648062) 2009 EX5
- (648063) 2009 EF6
- (648064) 2009 EH7
- (648065) 2009 EJ7
- (648066) 2009 ES8
- (648067) 2009 EO10
- (648068) 2009 EU16
- (648069) 2009 EO36
- (648070) 2009 ER39
- (648071) 2009 EN40
- (648072) 2009 EA42
- (648073) 2009 FX1
- (648074) 2009 FZ1
- (648075) 2009 FY7
- (648076) 2009 FQ23
- (648077) 2009 FH31
- (648078) 2009 FJ35
- (648079) 2009 FK35
- (648080) 2009 FY41
- (648081) 2009 FE44
- (648082) 2009 FP54
- (648083) 2009 FE62
- (648084) 2009 FG72
- (648085) 2009 FC81
- (648086) 2009 FB93
- (648087) 2009 GQ3
- (648088) 2009 GR4
- (648089) 2009 GL8
- (648090) 2009 HH12
- (648091) 2009 HN15
- (648092) 2009 HK18
- (648093) 2009 HB22
- (648094) 2009 HH24
- (648095) 2009 HY24
- (648096) 2009 HV25
- (648097) 2009 HF27
- (648098) 2009 HF29
- (648099) 2009 HZ31
- (648100) 2009 HR38
- (648101) 2009 HT39
- (648102) 2009 HW43
- (648103) 2009 HE48
- (648104) 2009 HM54
- (648105) 2009 HW56
- (648106) 2009 HX60
- (648107) 2009 HM63
- (648108) 2009 HA84
- (648109) 2009 HS84
- (648110) 2009 HQ104
- (648111) 2009 HD107
- (648112) 2009 HY108
- (648113) 2009 HA112
- (648114) 2009 HC119
- (648115) 2009 HP121
- (648116) 2009 HN123
- (648117) 2009 HO123
- (648118) 2009 HD125
- (648119) 2009 HS126
- (648120) 2009 JF2
- (648121) 2009 JG4
- (648122) 2009 JW5
- (648123) 2009 JU7
- (648124) 2009 JZ14
- (648125) 2009 JT15
- (648126) 2009 JT19
- (648127) 2009 JB22
- (648128) 2009 KC
- (648129) 2009 KQ2
- (648130) 2009 KQ3
- (648131) 2009 KG4
- (648132) 2009 KG6
- (648133) 2009 KM11
- (648134) 2009 KK16
- (648135) 2009 KU17
- (648136) 2009 KL26
- (648137) 2009 KN35
- (648138) 2009 LX7
- (648139) 2009 MB1
- (648140) 2009 MP8
- (648141) 2009 MO9
- (648142) 2009 MU10
- (648143) 2009 MP11
- (648144) 2009 OR2
- (648145) 2009 OY2
- (648146) 2009 OT3
- (648147) 2009 OH8
- (648148) 2009 OC12
- (648149) 2009 OT12
- (648150) 2009 OS14
- (648151) 2009 OD15
- (648152) 2009 OZ15
- (648153) 2009 OO18
- (648154) 2009 OU18
- (648155) 2009 OT23
- (648156) 2009 OQ25
- (648157) 2009 OQ27
- (648158) 2009 PO1
- (648159) 2009 PF5
- (648160) 2009 PE6
- (648161) 2009 PZ14
- (648162) 2009 PL21
- (648163) 2009 PQ21
- (648164) 2009 PD22
- (648165) 2009 QL
- (648166) 2009 QY4
- (648167) 2009 QF10
- (648168) 2009 QH10
- (648169) 2009 QM10
- (648170) 2009 QQ14
- (648171) 2009 QP22
- (648172) 2009 QX24
- (648173) 2009 QV27
- (648174) 2009 QO30
- (648175) 2009 QT30
- (648176) 2009 QT31
- (648177) 2009 QN32
- (648178) 2009 QS32
- (648179) 2009 QU32
- (648180) 2009 QD33
- (648181) 2009 QO37
- (648182) 2009 QU47
- (648183) 2009 QW49
- (648184) 2009 QP51
- (648185) 2009 QL59
- (648186) 2009 QQ61
- (648187) 2009 QX63
- (648188) 2009 QB65
- (648189) 2009 QD65
- (648190) 2009 QA66
- (648191) 2009 QB72
- (648192) 2009 QL72
- (648193) 2009 QX73
- (648194) 2009 QY74
- (648195) 2009 QN76
- (648196) 2009 QD77
- (648197) 2009 RA1
- (648198) 2009 RB2
- (648199) 2009 RV5
- (648200) 2009 RQ6
- (648201) 2009 RC13
- (648202) 2009 RG13
- (648203) 2009 RC22
- (648204) 2009 RN23
- (648205) 2009 RW26
- (648206) 2009 RT28
- (648207) 2009 RB29
- (648208) 2009 RT29
- (648209) 2009 RT31
- (648210) 2009 RY35
- (648211) 2009 RL38
- (648212) 2009 RV40
- (648213) 2009 RZ41
- (648214) 2009 RA42
- (648215) 2009 RL42
- (648216) 2009 RM45
- (648217) 2009 RY47
- (648218) 2009 RN50
- (648219) 2009 RE51
- (648220) 2009 RJ57
- (648221) 2009 RC59
- (648222) 2009 RA64
- (648223) 2009 RG64
- (648224) 2009 RY66
- (648225) 2009 RL69
- (648226) 2009 RD75
- (648227) 2009 RL76
- (648228) 2009 RM78
- (648229) 2009 RF80
- (648230) 2009 RH80
- (648231) 2009 RE82
- (648232) 2009 RU82
- (648233) 2009 RC83
- (648234) 2009 RN83
- (648235) 2009 RR83
- (648236) 2009 SW2
- (648237) 2009 SY6
- (648238) 2009 ST7
- (648239) 2009 SN13
- (648240) 2009 SR15
- (648241) 2009 SS21
- (648242) 2009 SC28
- (648243) 2009 SA29
- (648244) 2009 SL29
- (648245) 2009 SC33
- (648246) 2009 SH38
- (648247) 2009 SF45
- (648248) 2009 ST45
- (648249) 2009 SK46
- (648250) 2009 SA49
- (648251) 2009 SK50
- (648252) 2009 SX50
- (648253) 2009 SA53
- (648254) 2009 SQ54
- (648255) 2009 SU57
- (648256) 2009 SY66
- (648257) 2009 SV75
- (648258) 2009 SR81
- (648259) 2009 SQ83
- (648260) 2009 SR85
- (648261) 2009 SE87
- (648262) 2009 SK88
- (648263) 2009 SS93
- (648264) 2009 SC98
- (648265) 2009 SR99
- (648266) 2009 SL100
- (648267) 2009 SA110
- (648268) 2009 SH115
- (648269) 2009 SV116
- (648270) 2009 SR119
- (648271) 2009 SE121
- (648272) 2009 SX122
- (648273) 2009 SA123
- (648274) 2009 SP123
- (648275) 2009 SN127
- (648276) 2009 ST129
- (648277) 2009 SA132
- (648278) 2009 SH132
- (648279) 2009 SP135
- (648280) 2009 SQ138
- (648281) 2009 SQ141
- (648282) 2009 SJ142
- (648283) 2009 SF144
- (648284) 2009 SG145
- (648285) 2009 SH147
- (648286) 2009 SJ147
- (648287) 2009 SH150
- (648288) 2009 SX150
- (648289) 2009 SA154
- (648290) 2009 SF161
- (648291) 2009 SS162
- (648292) 2009 SM168
- (648293) 2009 SK173
- (648294) 2009 SQ174
- (648295) 2009 SO178
- (648296) 2009 SB179
- (648297) 2009 SX179
- (648298) 2009 SW181
- (648299) 2009 SV184
- (648300) 2009 SM185
- (648301) 2009 SE188
- (648302) 2009 SK188
- (648303) 2009 SQ190
- (648304) 2009 SB192
- (648305) 2009 SF193
- (648306) 2009 SA194
- (648307) 2009 SG194
- (648308) 2009 SY196
- (648309) 2009 SN197
- (648310) 2009 SK198
- (648311) 2009 SC200
- (648312) 2009 ST202
- (648313) 2009 SK203
- (648314) 2009 SX203
- (648315) 2009 SQ217
- (648316) 2009 SO219
- (648317) 2009 SA224
- (648318) 2009 SL225
- (648319) 2009 SX231
- (648320) 2009 SR232
- (648321) 2009 SZ232
- (648322) 2009 SE233
- (648323) 2009 SF234
- (648324) 2009 SU236
- (648325) 2009 SN238
- (648326) 2009 SQ239
- (648327) 2009 SH241
- (648328) 2009 SP245
- (648329) 2009 SA247
- (648330) 2009 SY247
- (648331) 2009 SF251
- (648332) 2009 SA254
- (648333) 2009 SA263
- (648334) 2009 SS268
- (648335) 2009 SJ270
- (648336) 2009 SH277
- (648337) 2009 SL283
- (648338) 2009 SE288
- (648339) 2009 SN288
- (648340) 2009 SW289
- (648341) 2009 SK290
- (648342) 2009 SC299
- (648343) 2009 SY307
- (648344) 2009 SK310
- (648345) 2009 SD313
- (648346) 2009 SY313
- (648347) 2009 SW320
- (648348) 2009 SP321
- (648349) 2009 SA325
- (648350) 2009 SA326
- (648351) 2009 SH330
- (648352) 2009 SR330
- (648353) 2009 SF335
- (648354) 2009 SA341
- (648355) 2009 SL341
- (648356) 2009 SA347
- (648357) 2009 SC361
- (648358) 2009 SH361
- (648359) 2009 SX361
- (648360) 2009 ST366
- (648361) 2009 SN367
- (648362) 2009 SA370
- (648363) 2009 SV370
- (648364) 2009 SE371
- (648365) 2009 SH372
- (648366) 2009 SR378
- (648367) 2009 SH382
- (648368) 2009 SQ383
- (648369) 2009 SH384
- (648370) 2009 SJ385
- (648371) 2009 SA386
- (648372) 2009 SD388
- (648373) 2009 ST389
- (648374) 2009 SX396
- (648375) 2009 SE397
- (648376) 2009 SC398
- (648377) 2009 SV398
- (648378) 2009 SF399
- (648379) 2009 SY400
- (648380) 2009 SQ401
- (648381) 2009 SY401
- (648382) 2009 SR402
- (648383) 2009 SO404
- (648384) 2009 SL406
- (648385) 2009 SJ409
- (648386) 2009 SA412
- (648387) 2009 SD415
- (648388) 2009 SH419
- (648389) 2009 SL419
- (648390) 2009 SW419
- (648391) 2009 SE422
- (648392) 2009 SP424
- (648393) 2009 SZ424
- (648394) 2009 SU425
- (648395) 2009 TQ2
- (648396) 2009 TW11
- (648397) 2009 TV16
- (648398) 2009 TS19
- (648399) 2009 TR24
- (648400) 2009 TS30
- (648401) 2009 TT30
- (648402) 2009 TJ34
- (648403) 2009 TN38
- (648404) 2009 TP38
- (648405) 2009 TO39
- (648406) 2009 TY40
- (648407) 2009 TG44
- (648408) 2009 TZ51
- (648409) 2009 TD52
- (648410) 2009 TG54
- (648411) 2009 UB6
- (648412) 2009 UK6
- (648413) 2009 UT6
- (648414) 2009 UV6
- (648415) 2009 UW8
- (648416) 2009 UB10
- (648417) 2009 UP12
- (648418) 2009 UH13
- (648419) 2009 UZ23
- (648420) 2009 UL26
- (648421) 2009 US30
- (648422) 2009 UZ30
- (648423) 2009 UX31
- (648424) 2009 UZ31
- (648425) 2009 UK35
- (648426) 2009 UK39
- (648427) 2009 UB44
- (648428) 2009 UF45
- (648429) 2009 US46
- (648430) 2009 UM56
- (648431) 2009 UO56
- (648432) 2009 UA59
- (648433) 2009 UQ59
- (648434) 2009 UJ63
- (648435) 2009 UV66
- (648436) 2009 UV68
- (648437) 2009 UN72
- (648438) 2009 UN73
- (648439) 2009 UP75
- (648440) 2009 UZ76
- (648441) 2009 UU79
- (648442) 2009 UJ80
- (648443) 2009 UJ84
- (648444) 2009 UN89
- (648445) 2009 UW90
- (648446) 2009 UW95
- (648447) 2009 UP98
- (648448) 2009 UF100
- (648449) 2009 UH100
- (648450) 2009 UP100
- (648451) 2009 UP107
- (648452) 2009 UR108
- (648453) 2009 UK112
- (648454) 2009 UR113
- (648455) 2009 UH114
- (648456) 2009 UG120
- (648457) 2009 UA125
- (648458) 2009 UL126
- (648459) 2009 UP129
- (648460) 2009 UC132
- (648461) 2009 UM138
- (648462) 2009 UZ142
- (648463) 2009 UD144
- (648464) 2009 UZ144
- (648465) 2009 UB145
- (648466) 2009 UZ158
- (648467) 2009 UD159
- (648468) 2009 UE159
- (648469) 2009 UX159
- (648470) 2009 UY159
- (648471) 2009 UD169
- (648472) 2009 UV173
- (648473) 2009 UA174
- (648474) 2009 UC174
- (648475) 2009 UT174
- (648476) 2009 UY174
- (648477) 2009 UY175
- (648478) 2009 UJ177
- (648479) 2009 UN178
- (648480) 2009 UU180
- (648481) 2009 UV184
- (648482) 2009 UD185
- (648483) 2009 UB187
- (648484) 2009 UG189
- (648485) 2009 UT189
- (648486) 2009 VK4
- (648487) 2009 VT5
- (648488) 2009 VW5
- (648489) 2009 VF10
- (648490) 2009 VP13
- (648491) 2009 VD14
- (648492) 2009 VN14
- (648493) 2009 VC24
- (648494) 2009 VG29
- (648495) 2009 VO30
- (648496) 2009 VA31
- (648497) 2009 VC32
- (648498) 2009 VE32
- (648499) 2009 VX32
- (648500) 2009 VG34
- (648501) 2009 VA36
- (648502) 2009 VT37
- (648503) 2009 VQ38
- (648504) 2009 VZ53
- (648505) 2009 VS55
- (648506) 2009 VX55
- (648507) 2009 VY55
- (648508) 2009 VF59
- (648509) 2009 VO62
- (648510) 2009 VY64
- (648511) 2009 VK84
- (648512) 2009 VE86
- (648513) 2009 VO87
- (648514) 2009 VZ97
- (648515) 2009 VJ107
- (648516) 2009 VL107
- (648517) 2009 VY107
- (648518) 2009 VX108
- (648519) 2009 VK109
- (648520) 2009 VO109
- (648521) 2009 VL113
- (648522) 2009 VP117
- (648523) 2009 VX118
- (648524) 2009 VR121
- (648525) 2009 VM122
- (648526) 2009 VO122
- (648527) 2009 VM124
- (648528) 2009 VO124
- (648529) 2009 VC127
- (648530) 2009 VV128
- (648531) 2009 VF129
- (648532) 2009 VH129
- (648533) 2009 VW129
- (648534) 2009 VS130
- (648535) 2009 VT131
- (648536) 2009 VX131
- (648537) 2009 WK2
- (648538) 2009 WJ8
- (648539) 2009 WN12
- (648540) 2009 WH13
- (648541) 2009 WJ14
- (648542) 2009 WZ17
- (648543) 2009 WY20
- (648544) 2009 WQ21
- (648545) 2009 WE30
- (648546) 2009 WU30
- (648547) 2009 WN33
- (648548) 2009 WF41
- (648549) 2009 WU42
- (648550) 2009 WD46
- (648551) 2009 WK47
- (648552) 2009 WV49
- (648553) 2009 WN50
- (648554) 2009 WS54
- (648555) 2009 WY57
- (648556) 2009 WJ58
- (648557) 2009 WV60
- (648558) 2009 WM61
- (648559) 2009 WT61
- (648560) 2009 WL63
- (648561) 2009 WJ65
- (648562) 2009 WH66
- (648563) 2009 WO67
- (648564) 2009 WT67
- (648565) 2009 WV67
- (648566) 2009 WJ71
- (648567) 2009 WF72
- (648568) 2009 WW74
- (648569) 2009 WD76
- (648570) 2009 WM77
- (648571) 2009 WO81
- (648572) 2009 WW90
- (648573) 2009 WK91
- (648574) 2009 WN91
- (648575) 2009 WT91
- (648576) 2009 WE92
- (648577) 2009 WF96
- (648578) 2009 WJ97
- (648579) 2009 WM97
- (648580) 2009 WB101
- (648581) 2009 WR104
- (648582) 2009 WE107
- (648583) 2009 WF108
- (648584) 2009 WR110
- (648585) 2009 WM114
- (648586) 2009 WQ115
- (648587) 2009 WN121
- (648588) 2009 WB122
- (648589) 2009 WB124
- (648590) 2009 WK124
- (648591) 2009 WR129
- (648592) 2009 WX129
- (648593) 2009 WN130
- (648594) 2009 WN133
- (648595) 2009 WA135
- (648596) 2009 WO137
- (648597) 2009 WP139
- (648598) 2009 WD141
- (648599) 2009 WJ146
- (648600) 2009 WH147
- (648601) 2009 WP148
- (648602) 2009 WQ148
- (648603) 2009 WB149
- (648604) 2009 WK150
- (648605) 2009 WB151
- (648606) 2009 WL151
- (648607) 2009 WC152
- (648608) 2009 WE153
- (648609) 2009 WT153
- (648610) 2009 WE154
- (648611) 2009 WV154
- (648612) 2009 WX155
- (648613) 2009 WZ155
- (648614) 2009 WK163
- (648615) 2009 WS172
- (648616) 2009 WD182
- (648617) 2009 WL182
- (648618) 2009 WQ184
- (648619) 2009 WL187
- (648620) 2009 WL190
- (648621) 2009 WK191
- (648622) 2009 WF192
- (648623) 2009 WJ192
- (648624) 2009 WC196
- (648625) 2009 WD196
- (648626) 2009 WZ203
- (648627) 2009 WD207
- (648628) 2009 WC214
- (648629) 2009 WN214
- (648630) 2009 WH215
- (648631) 2009 WO216
- (648632) 2009 WV218
- (648633) 2009 WY218
- (648634) 2009 WR220
- (648635) 2009 WS221
- (648636) 2009 WQ226
- (648637) 2009 WM227
- (648638) 2009 WK230
- (648639) 2009 WE232
- (648640) 2009 WF232
- (648641) 2009 WP232
- (648642) 2009 WZ232
- (648643) 2009 WY233
- (648644) 2009 WT238
- (648645) 2009 WQ239
- (648646) 2009 WX239
- (648647) 2009 WX240
- (648648) 2009 WL241
- (648649) 2009 WM246
- (648650) 2009 WP246
- (648651) 2009 WO248
- (648652) 2009 WR248
- (648653) 2009 WS252
- (648654) 2009 WK256
- (648655) 2009 WQ256
- (648656) 2009 WC257
- (648657) 2009 WG266
- (648658) 2009 WR266
- (648659) 2009 WU271
- (648660) 2009 WS272
- (648661) 2009 WM278
- (648662) 2009 WD281
- (648663) 2009 WJ281
- (648664) 2009 WF287
- (648665) 2009 WL288
- (648666) 2009 WQ288
- (648667) 2009 WY288
- (648668) 2009 WU290
- (648669) 2009 WZ293
- (648670) 2009 WU294
- (648671) 2009 WO295
- (648672) 2009 WB299
- (648673) 2009 WA301
- (648674) 2009 XP
- (648675) 2009 XK5
- (648676) 2009 XY10
- (648677) 2009 XX11
- (648678) 2009 XC13
- (648679) 2009 XZ14
- (648680) 2009 XB18
- (648681) 2009 XS21
- (648682) 2009 XX25
- (648683) 2009 XV27
- (648684) 2009 XA29
- (648685) 2009 XA30
- (648686) 2009 YD2
- (648687) 2009 YJ3
- (648688) 2009 YL9
- (648689) 2009 YS9
- (648690) 2009 YP10
- (648691) 2009 YU18
- (648692) 2009 YQ19
- (648693) 2009 YX20
- (648694) 2009 YP26
- (648695) 2009 YC32
- (648696) 2009 YE32
- (648697) 2009 YF34
- (648698) 2010 AS18
- (648699) 2010 AK29
- (648700) 2010 AC33
- (648701) 2010 AO33
- (648702) 2010 AT33
- (648703) 2010 AR46
- (648704) 2010 AK63
- (648705) 2010 AP72
- (648706) 2010 AP73
- (648707) 2010 AF159
- (648708) 2010 AZ160
- (648709) Angissimo
- (648710) 2010 BW144
- (648711) 2010 CV1
- (648712) 2010 CU26
- (648713) 2010 CR32
- (648714) 2010 CD35
- (648715) 2010 CX36
- (648716) 2010 CJ64
- (648717) 2010 CM67
- (648718) 2010 CG74
- (648719) 2010 CD76
- (648720) 2010 CO79
- (648721) 2010 CS83
- (648722) 2010 CS85
- (648723) 2010 CU89
- (648724) 2010 CU90
- (648725) 2010 CC92
- (648726) 2010 CB99
- (648727) 2010 CZ99
- (648728) 2010 CX100
- (648729) 2010 CX101
- (648730) 2010 CE110
- (648731) 2010 CS110
- (648732) 2010 CT112
- (648733) 2010 CM114
- (648734) 2010 CH115
- (648735) 2010 CW117
- (648736) 2010 CE118
- (648737) 2010 CC119
- (648738) 2010 CN121
- (648739) 2010 CN125
- (648740) 2010 CZ126
- (648741) 2010 CB127
- (648742) 2010 CV157
- (648743) 2010 CC167
- (648744) 2010 CZ168
- (648745) 2010 CL169
- (648746) 2010 CD172
- (648747) 2010 CY173
- (648748) 2010 CT174
- (648749) 2010 CT175
- (648750) 2010 CY184
- (648751) 2010 CD253
- (648752) 2010 CW265
- (648753) 2010 CQ273
- (648754) 2010 CC277
- (648755) 2010 DL3
- (648756) 2010 DF5
- (648757) 2010 DB9
- (648758) 2010 DT36
- (648759) 2010 DD37
- (648760) 2010 DP44
- (648761) 2010 DT44
- (648762) 2010 DP74
- (648763) 2010 DR74
- (648764) 2010 DN91
- (648765) 2010 DP99
- (648766) 2010 DU103
- (648767) 2010 DY114
- (648768) 2010 EH35
- (648769) 2010 EP44
- (648770) 2010 EQ72
- (648771) 2010 EY73
- (648772) 2010 EG84
- (648773) 2010 ER95
- (648774) 2010 EK120
- (648775) 2010 EP128
- (648776) 2010 EF131
- (648777) 2010 EH133
- (648778) 2010 EV183
- (648779) 2010 FG2
- (648780) 2010 FM11
- (648781) 2010 FG12
- (648782) 2010 FM14
- (648783) 2010 FC16
- (648784) 2010 FD17
- (648785) 2010 FJ19
- (648786) 2010 FB26
- (648787) 2010 FP28
- (648788) 2010 FJ29
- (648789) 2010 FD94
- (648790) 2010 FZ97
- (648791) 2010 FN99
- (648792) 2010 FP126
- (648793) 2010 FJ138
- (648794) 2010 FR144
- (648795) 2010 FS144
- (648796) 2010 GQ34
- (648797) 2010 GH91
- (648798) 2010 GF100
- (648799) 2010 GR106
- (648800) 2010 GL109
- (648801) 2010 GV109
- (648802) 2010 GX110
- (648803) 2010 GM123
- (648804) 2010 GU123
- (648805) 2010 GG142
- (648806) 2010 GN155
- (648807) 2010 GX179
- (648808) 2010 GD189
- (648809) 2010 GQ206
- (648810) 2010 GM207
- (648811) 2010 GS210
- (648812) 2010 GC212
- (648813) 2010 HO35
- (648814) 2010 HC78
- (648815) 2010 HJ105
- (648816) 2010 HV114
- (648817) 2010 HH118
- (648818) 2010 HL125
- (648819) 2010 HT128
- (648820) 2010 HU129
- (648821) 2010 JN29
- (648822) 2010 JJ33
- (648823) 2010 JM40
- (648824) 2010 JT44
- (648825) 2010 JU47
- (648826) 2010 JR48
- (648827) 2010 JY119
- (648828) 2010 JJ156
- (648829) 2010 JD157
- (648830) 2010 JM157
- (648831) 2010 JT164
- (648832) 2010 JU164
- (648833) 2010 JL171
- (648834) 2010 JX173
- (648835) 2010 JZ173
- (648836) 2010 JC176
- (648837) 2010 JE194
- (648838) 2010 JH199
- (648839) 2010 JA203
- (648840) 2010 JS210
- (648841) 2010 JO212
- (648842) 2010 KD130
- (648843) 2010 KN133
- (648844) 2010 KU156
- (648845) 2010 LK
- (648846) 2010 LF106
- (648847) 2010 LP108
- (648848) 2010 LC134
- (648849) 2010 LU135
- (648850) 2010 LA151
- (648851) 2010 LJ159
- (648852) 2010 LS159
- (648853) 2010 MO
- (648854) 2010 MR1
- (648855) 2010 ME118
- (648856) 2010 MY131
- (648857) 2010 MX149
- (648858) 2010 ND4
- (648859) 2010 NL63
- (648860) 2010 NF104
- (648861) 2010 NG105
- (648862) 2010 NH116
- (648863) 2010 NE118
- (648864) 2010 NM118
- (648865) 2010 NK124
- (648866) 2010 NS130
- (648867) 2010 NL140
- (648868) 2010 NS148
- (648869) 2010 OR126
- (648870) 2010 OB127
- (648871) 2010 OE140
- (648872) 2010 OH153
- (648873) 2010 PW22
- (648874) 2010 PD25
- (648875) 2010 PE60
- (648876) 2010 PW64
- (648877) 2010 PM66
- (648878) 2010 PA79
- (648879) 2010 PU80
- (648880) 2010 QL
- (648881) 2010 QB3
- (648882) 2010 QN6
- (648883) 2010 RE3
- (648884) 2010 RJ7
- (648885) 2010 RD13
- (648886) 2010 RW17
- (648887) 2010 RT20
- (648888) 2010 RZ22
- (648889) 2010 RT33
- (648890) 2010 RW35
- (648891) 2010 RK47
- (648892) 2010 RD48
- (648893) 2010 RA50
- (648894) 2010 RG65
- (648895) 2010 RC66
- (648896) 2010 RG67
- (648897) 2010 RA70
- (648898) 2010 RD74
- (648899) 2010 RT74
- (648900) 2010 RD75
- (648901) 2010 RY77
- (648902) 2010 RK100
- (648903) 2010 RV105
- (648904) 2010 RU107
- (648905) 2010 RR110
- (648906) 2010 RY110
- (648907) 2010 RP113
- (648908) 2010 RD122
- (648909) 2010 RV124
- (648910) 2010 RW126
- (648911) 2010 RH128
- (648912) 2010 RR128
- (648913) 2010 RO142
- (648914) 2010 RK147
- (648915) 2010 RS150
- (648916) 2010 RW150
- (648917) 2010 RY150
- (648918) 2010 RD151
- (648919) 2010 RF152
- (648920) 2010 RE154
- (648921) 2010 RV154
- (648922) 2010 RU161
- (648923) 2010 RE172
- (648924) 2010 RU177
- (648925) 2010 RP179
- (648926) 2010 RU181
- (648927) 2010 RZ182
- (648928) 2010 RL183
- (648929) 2010 RO183
- (648930) 2010 RP188
- (648931) 2010 RU188
- (648932) 2010 RD189
- (648933) 2010 RE190
- (648934) 2010 RQ192
- (648935) 2010 RC198
- (648936) 2010 RS207
- (648937) 2010 RY212
- (648938) 2010 RJ218
- (648939) 2010 SX7
- (648940) 2010 SJ8
- (648941) 2010 SM13
- (648942) 2010 SP17
- (648943) 2010 SW21
- (648944) 2010 SW27
- (648945) 2010 SH30
- (648946) 2010 SS30
- (648947) 2010 SE32
- (648948) 2010 ST35
- (648949) 2010 SA41
- (648950) 2010 SK44
- (648951) 2010 SG46
- (648952) 2010 SG56
- (648953) 2010 SC58
- (648954) 2010 SC60
- (648955) 2010 TO5
- (648956) 2010 TR10
- (648957) 2010 TQ11
- (648958) 2010 TU13
- (648959) 2010 TB19
- (648960) 2010 TP21
- (648961) 2010 TX21
- (648962) 2010 TN23
- (648963) 2010 TN28
- (648964) 2010 TV31
- (648965) 2010 TZ35
- (648966) 2010 TZ36
- (648967) 2010 TC39
- (648968) 2010 TJ41
- (648969) 2010 TZ45
- (648970) 2010 TU46
- (648971) 2010 TZ47
- (648972) 2010 TE50
- (648973) 2010 TV61
- (648974) 2010 TW64
- (648975) 2010 TJ72
- (648976) 2010 TB73
- (648977) 2010 TF79
- (648978) 2010 TU81
- (648979) 2010 TZ82
- (648980) 2010 TO83
- (648981) 2010 TM99
- (648982) 2010 TW106
- (648983) 2010 TT110
- (648984) 2010 TQ115
- (648985) 2010 TQ116
- (648986) 2010 TW117
- (648987) 2010 TP118
- (648988) 2010 TT122
- (648989) 2010 TH135
- (648990) 2010 TR136
- (648991) 2010 TR137
- (648992) 2010 TF138
- (648993) 2010 TR139
- (648994) 2010 TA144
- (648995) 2010 TZ153
- (648996) 2010 TA161
- (648997) 2010 TM162
- (648998) 2010 TC167
- (648999) 2010 TE173
- (649000) 2010 TX173